# Szászvár
Szászvár ist eine ungarische Großgemeinde im Kreis Komló im Komitat Baranya.

## Geografische Lage
Szászvár liegt gut 12 Kilometer nordöstlich der Kreisstadt Komló, ungefähr auf halber Strecke zwischen Dombóvár und Bátaszék, an dem Fluss Völgységi-patak. Nachbargemeinden sind Máza, Vékény und Tófű.

## Geschichte
Im Jahr 1913 gab es in der damaligen Kleingemeinde 293 Häuser und 1800 Einwohner auf einer Fläche von 2573 Katastraljochen. Sie gehörte zu dieser Zeit zum Bezirk Hegyhát im Komitat Baranya.

## Söhne und Töchter der Gemeinde
- György Kiss (1852–1919), Bildhauer

## Gemeindepartnerschaften
- Astej (Астей), Ukraine
- Brădești (Harghita), Rumänien
- Kajal, Slowakei
- Sankt Radegund bei Graz, Österreich

## Sehenswürdigkeiten
- Bergbaumuseum (Bányászati Múzeum)
- Burgschloss (Várkastély)
- György-Kiss-Büste (Kiss György szobra), erschaffen 1969 von Mihály Dabóczi
- Heimatmuseum (Tájház)
- Römisch-katholische Kirche Nagyboldogasszony, erbaut 1772–1779 (Spätbarock)
- Szent-Borbála-Statue (Szent Borbála-szobor)
- Szentháromság-Säule (Szentháromság-szobor), erschaffen 1899
- Wandrelief Sárkányölő vitéz és a hétfejű sárkány

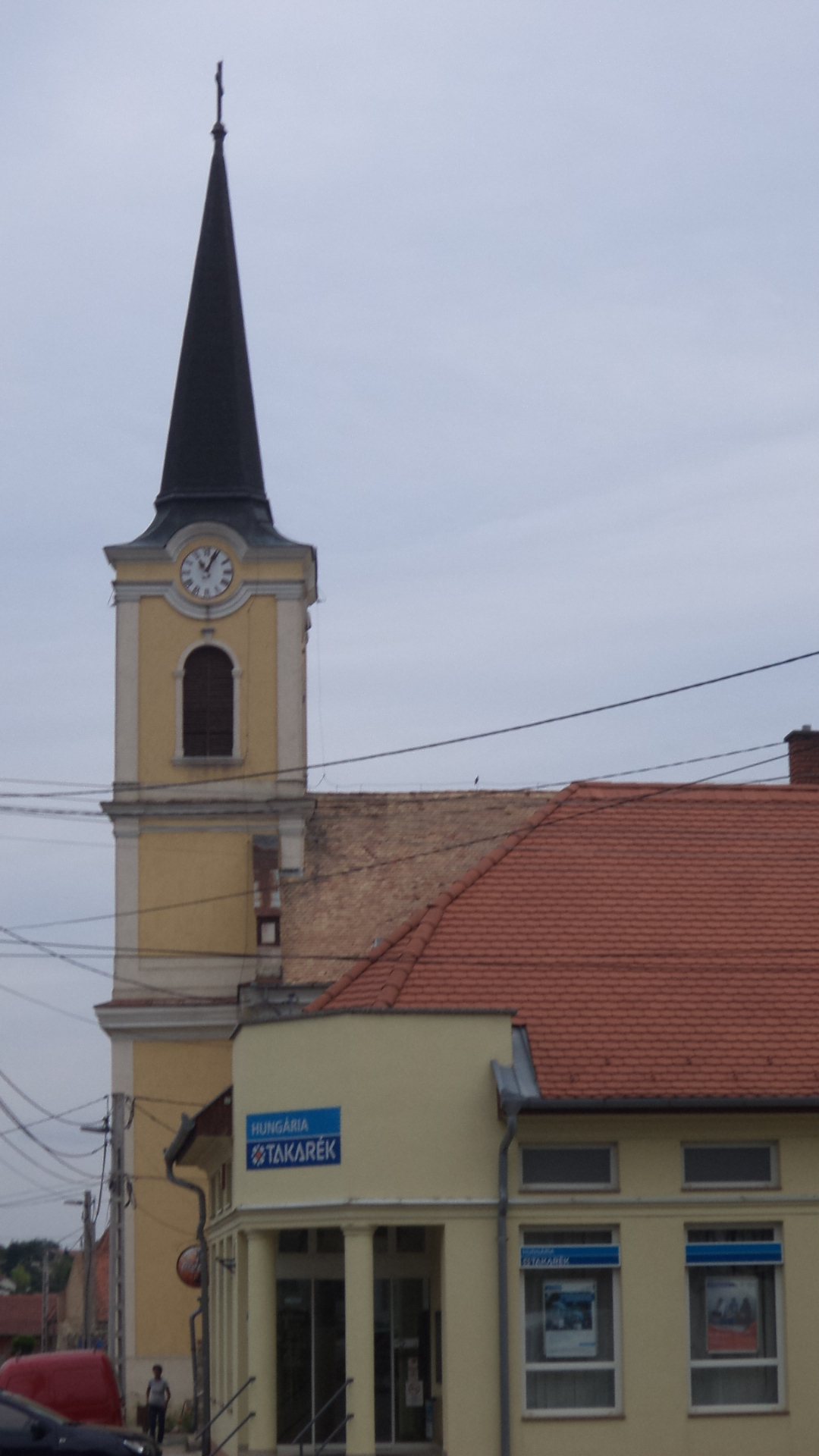
Röm.-kath. Kirche Nagyboldogasszony
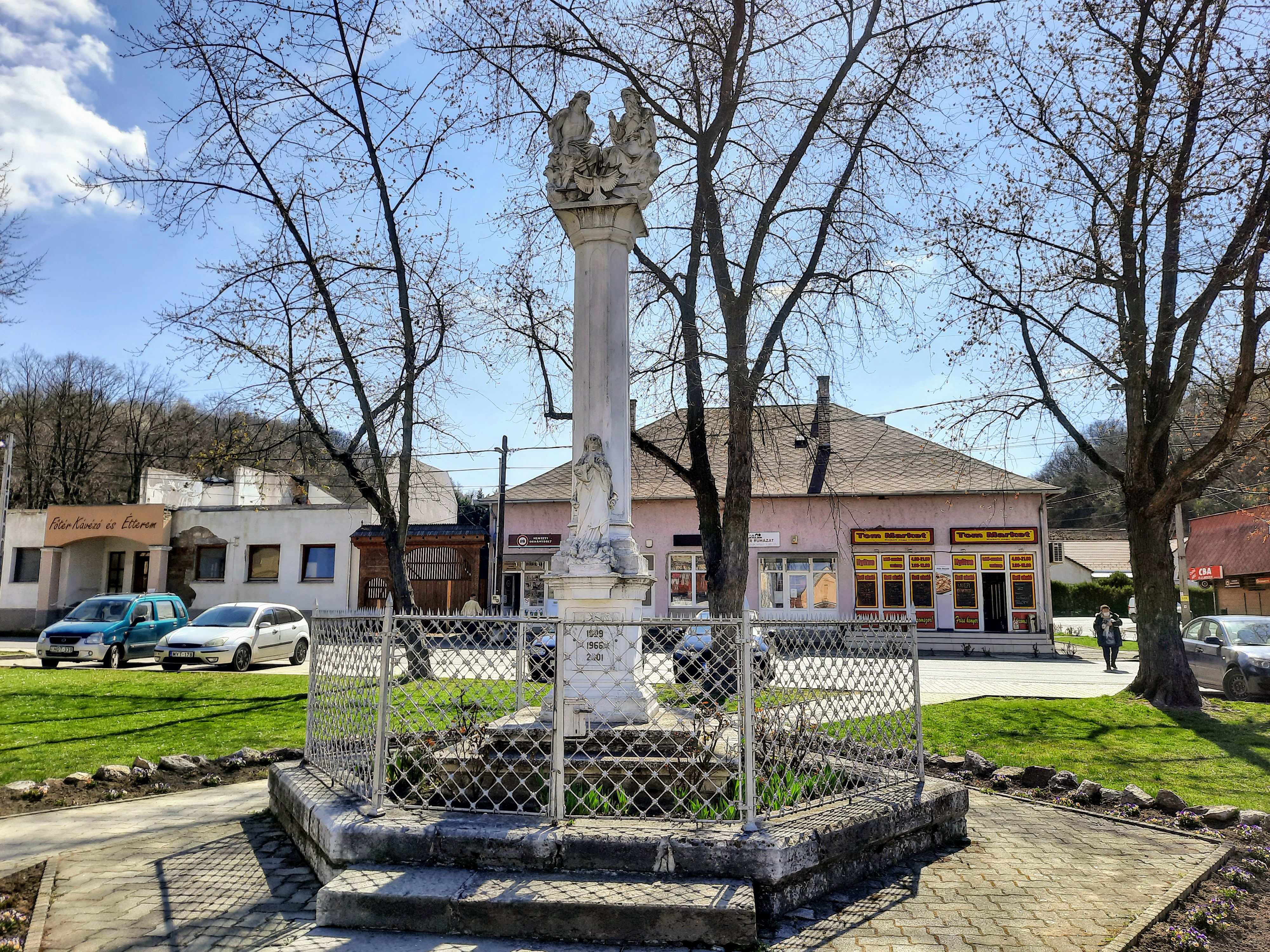
Szentháromság-Säule
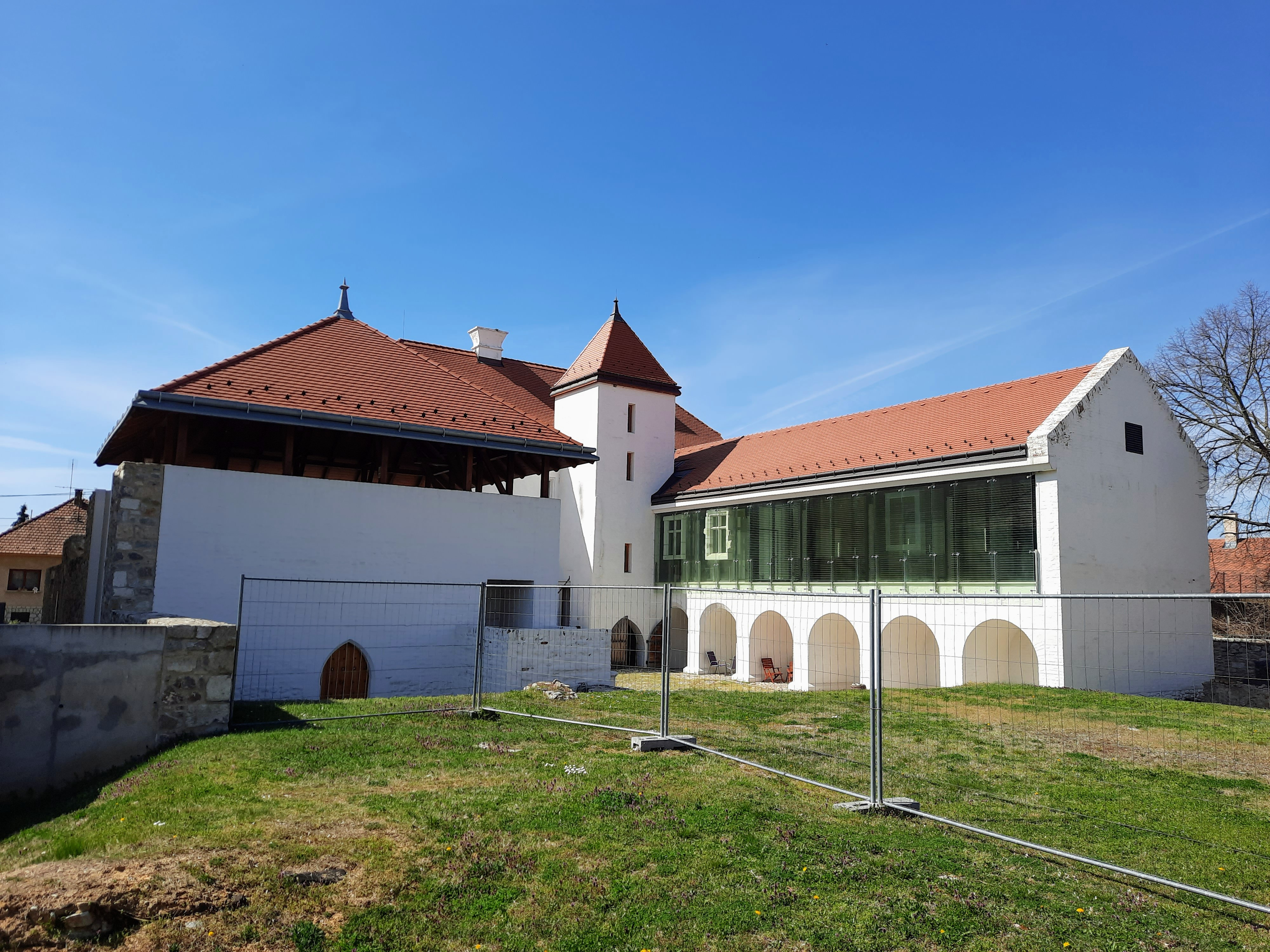
Burgschloss (nach Renovierung)
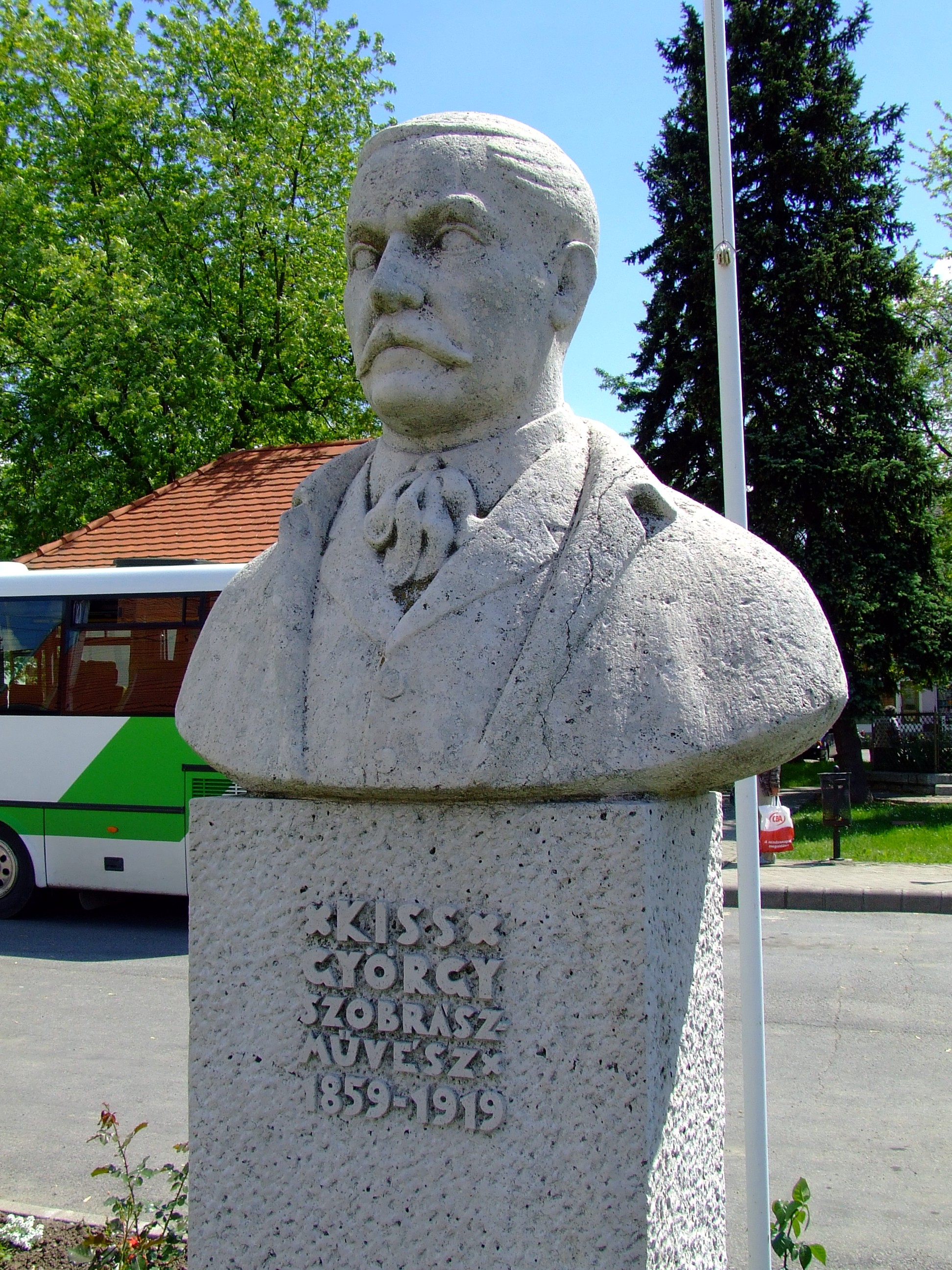
György-Kiss-Büste

## Verkehr
In Szászvár treffen die Landstraßen Nr. 6534 und Nr. 6541 aufeinander. Über den nördlich des Ortes gelegenen Bahnhof ist die Gemeinde angebunden an die Eisenbahnstrecke von Dombóvár nach Baja.